# FC Zwolle in het seizoen 2011/12 (mannen)
Het seizoen 2011/2012 was het 101e jaar in het bestaan van de Zwolse voetbalclub FC Zwolle. De club kwam uit in de Nederlandse Eerste Divisie en nam deel aan het toernooi om de KNVB beker. De club was na 34 wedstrijden kampioen en zal in het seizoen Eredivisie 2012/13 weer uitkomen in de Eredivisie.

## Wedstrijdstatistieken

### Oefenduels
| Datum + plaats                  | Wedstrijd                        | Uitslag         | Scoreverloop |
| ------------------------------- | -------------------------------- | --------------- | --- |
| 28 juni 2011 Zwolle             | ZAC (ama) - FC Zwolle            | 0 – 13 (0 – 7)  | 11' Nassir Maachi 0–1, 13' Norair Mamedov 0–2, 15' Norair Mamedov 0–3, 21' Nassir Maachi 0-4, 28' Nassir Maachi 0-5, 39' Mustafa Saymak 0–6, 45' Mustafa Saymak 0–7, 51' Nassir Maachi 0–8, 60' Bram van Polen 0-9, 63' Bram van Polen 0-10, 80' Mustafa Saymak 0-11, 88' Bart van Hintum 0–12, 89' Stanley Mailoa 0–13                                                           |
| 2 juli 2011 Hasselt             | VV Olympia'28 (ama) – FC Zwolle  | 0 – 11 (0 – 6)  | 2' Arne Slot 0–1, 16' Frank Olijve 0–2, 19' Norair Mamedov 0–3, 33' Arne Slot 0–4, 38' Norair Mamedov 0–5, 45' Rochdi Achenteh 0–6, 52' Bram van Polen 0–7, 53' Frank Olijve 0–8, 60' Mustafa Saymak 0–9, 78' Mustafa Saymak 0–10, 85' Bram van Polen 0–11 |
| 5 juli 2011 Hoonhorst           | Regioteam Hoonhorst – FC Zwolle  | 0 – 16 (0 – 10) | 3' Pepijn Kluin 0–1, 4' Eigen doelpunt 0–2, 9' Pepijn Kluin 0–3, 12' Pepijn Kluin 0–4, 13' Pepijn Kluin 0–5, 24' Arne Slot 0–6, 37' Arne Slot 0–7, 39' Frank Olijve 0–8, 42' Eigen doelpunt 0–9, 43' Rochdi Achenteh 0–10, 49' Mustafa Saymak 0–11, 61' Nassir Maachi 0–12, 65' Eigen doelpunt 0–13, 67' Bram van Polen 0–14, 77' Mustafa Saymak 0–15, 80' Joey van den Berg 0–16 |
| 7 juli 2011 Texel               | Regioteam Texel – FC Zwolle      | 0 – 15 (0 – 6)  | 4× Pepijn Kluin, Mustafa Saymak, 2× Nassir Maachi, 1× Rochdi Achenteh, Norair Mamedov, Stanley Mailoa, Joey van den Berg, Arne Slot |
| 9 juli 2011 Hasselt             | FC Zwolle – Cracovia Kraków      | 0 – 1 (0 – 1)   | 36' Bartlomiej Dudzic 0–1 |
| 13 juli 2011 Hardenberg         | HHC Hardenberg (ama) – FC Zwolle | 2 – 1 (2 – 1)   | 20' Mustafa Saymak 0–1, 40' Wesley Wakker 1–1, 45' Hielke Penterman 1–2 |
| 15 juli 2011 Genemuiden         | SC Genemuiden (ama) – FC Zwolle  | 0 – 2 (0 – 1)   | 22' Joey van den Berg 0–1, 87' Nassir Maachi 0–2 |
| 19 juli 2011 Garderen           | Regioteam Garderen – FC Zwolle   | 0 – 11 (0 – 5)  | 9' Norair Mamedov 0–1, 12' Mustafa Saymak 0–2, 21' Stanley Mailoa 0–3, 23' Norair Mamedov 0–4, 45' Mustafa Saymak 0–5, 51' Joran Pot 0–6, 62' Furdjel Narsingh 0–7, 67' Alexander Bannink 0–8, 73' Giovanni Hiwat 0–9, 75' Giovanni Hiwat 0–10, 78' Mustafa Saymak 0–11 |
| 21 juli 2011 Garderen           | RCD Mallorca – FC Zwolle         | 0 – 1 (0 – 1)   | 23' Nassir Maachi 0–1 |
| 23 juli 2011 Zwolle             | FC Zwolle – VV Berkum (ama)      | 2 – 1 (2 – 1)   | 11' Youp Kok 0–1, 34' Mustafa Saymak 1–1, 36' Joey van den Berg 2–1 |
| 23 juli 2011 Zwolle             | FC Zwolle – Hamburger SV         | 3 – 1 (3 – 1)   | 30' Mustafa Saymak 1–0, 35' David Jarolím 1–1, 39' Norair Mamedov 2–1, 42' Ashton Götz (e.d.) 3–1 |
| 26 juli 2011 De Wijk            | FC Emmen – FC Zwolle             | 2 – 2 (1 – 1)   | 22' Kay Velda 1–0, 36' Carlo Ferrario 1–1, 64' Nassir Maachi 1–2, Jeffrey de Visscher 2–2 |
| 30 juli 2011 Charleroi          | Sporting Charleroi – FC Zwolle   | 2 – 1 (0 – 0)   | 47' Elvedin Džinič 1–0, 53' Pedro 2–0, Norair Mamedov 2–1 |
| 2 augustus 2011 Zwolle          | FC Zwolle – Harkemase Boys (ama) | 3 – 2 (0 – 0)   | 46' Douwe Schra 0–1, 55' Mustafa Saymak 1–1, 60' Igor Vetokele 2–1, 82' Hooiveld 2–2, Frank Olijve 3–2 |
| 30 augustus 2011 Rouveen        | SC Rouveen (ama) – FC Zwolle     | 1 – 7 (0 – 1)   | Onbekend 0–1, Onbekend 0–2, Simon IJzerman 0–3, Doelman (e.d.) 0–4, Jarrold Knoll 1–4, Onbekend 1–5, Joran Pot 1–6, Giovanni Hiwat 1–7 |
| 8 oktober 2011 Bergkamen-Rünthe | Borussia Dortmund II – FC Zwolle | 2 – 0 (2 – 0)   | 22' Terrence Boyd 1–0, 41' Marcel Halstenberg 2–0 |
|                                 |                                  |                 | |
| 5 januari 2012 Sotogrande       | Real Linense - FC Zwolle         | 1 – 3 (1 – 2)   | Norair Mamedov, Joey van den Berg, Alexander Bannink |
| 8 mei 2012 Zwolle               | WVF (ama) – FC Zwolle            | 0 – 4 (0 – 1)   | Gerard Aafjes 0–1, Fokko Ebbens (e.d.) 0–2, Norair Mamedov 0–3, Norair Mamedov 0–4 |
| 10 mei 2012 Steenwijk           | Olde Veste '54 (ama) – FC Zwolle | 0 – 4 (0 – 2)   | 21' Christiaan Cicek 0–1, 28' Ruud ter Heide 0–2, 63' Ruud ter Heide 0–3, 72' Jesper Drost 0–4 |
| 14 mei 2012 't Harde            | SV 't Harde (ama) – FC Zwolle    | 1 – 12 (0 – 5)  | 12' Jesper Drost 0–1, 23' Bart van Hintum 0–2, 35' Mustafa Saymak 0–3, 37' Christiaan Cicek 0–4, 45' Gieljan Tissingh 0–5, 56' Giovanni Hiwat 0–6, 58' Michael Jeensma 1–6, 66' Christiaan Cicek 1–7, 69' Jesper Drost 1–8, 71' Jesper Drost 1–9, 74' Delano van Crooij 1–10, 82' Gieljan Tissingh 1–11, 86' Darryl Lachman 1–12                                                  |

### Eerste divisie
| 1e speelronde | FC Den Bosch | 2 – 2 (1 – 0) | FC Zwolle                                                                           | Opstelling FC Zwolle: |
| 5 augustus 2011 Plaats: 's-Hertogenbosch Stadion De Vliert Toeschouwers: 3.754 Scheidsrechter: Ruud Bossen                                   | Tom van Weert 19' Benjamin van den Broek 84'                                                                                       |               | 51' Nassir Maachi 58' Furdjel Narsingh                                              | Ter Wielen, Van Polen, Aafjes , Lachman, Bakkati, Bannink, Van den Berg, Achenteh (69' Olijve), Narsingh (86' Saymak), Mamedov (79' Hiwat), Maachi Bannink                           |
| 2e speelronde | FC Zwolle | 2 – 1 (1 – 0) | FC Oss                                                                              | Opstelling FC Zwolle: |
| 12 augustus 2011 Plaats: Zwolle FC Zwolle Stadion Toeschouwers: 6.933 Scheidsrechter: Reinold Wiedemeijer                                    | Bart van Muyen (e.d.) 25' Joey van den Berg 72'                                                                                    |               | 75' Tim Nelemans                                                                    | Ter Wielen, Bakkati, Aafjes , Lachman, Achenteh, Van Polen, Van den Berg, Olijve, Narsingh (89' Pot), Mamedov (72' Hiwat, 90' Drost), Maachi Bakkati, van den Berg, Olijve           |
| 3e speelronde | AGOVV Apeldoorn | 0 – 4 (0 – 1) | FC Zwolle                                                                           | Opstelling FC Zwolle: |
| 19 augustus 2011 Plaats: Apeldoorn Fly Brazil Desko-stadion Toeschouwers: 2.311 Scheidsrechter: Tom van Sichem                               | |               | 14' Furdjel Narsingh 65' Norair Mamedov 77' Norair Mamedov 84' (pen) Norair Mamedov | Ter Wielen, Van Polen, Aafjes , Lachman, Van Hintum (82' Pot), Olijve, Van den Berg, Achenteh, Narsingh (77' Bakkati), Mamedov, Maachi Aafjes                                        |
| 4e speelronde | FC Zwolle | 2 – 0 (0 – 0) | Sparta Rotterdam                                                                    | Opstelling FC Zwolle: |
| 26 augustus 2011 Plaats: Zwolle FC Zwolle Stadion Toeschouwers: 6.911 Scheidsrechter: Dennis Higler                                          | Jeroen Ketting 77' Alexander Bannink 87'                                                                                           |               |                                                                                     | Boer, Van Polen, Aafjes , Lachman, Van Hintum, Olijve, Achenteh (81' Bannink), Van den Berg, Narsingh (90' Saymak), Mamedov, Maachi (65' Ketting) Olijve, Ketting, Mamedov           |
| 5e speelronde | Helmond Sport | 3 – 1 (2 – 0) | FC Zwolle                                                                           | Opstelling FC Zwolle: |
| 12 september 2011 Plaats: Helmond Lavans Stadion Toeschouwers: 2.473 Scheidsrechter: Rutger Bekebrede                                        | Charles Kazlauskas 14' Erik Quekel 28' Kelvin Bossman 90'                                                                          |               | 86' Mustafa Saymak                                                                  | Boer, Van Polen, Aafjes (33' Bakkati), Lachman, Van Hintum, Olijve, Van den Berg, Achenteh, Narsingh, Ketting (34' Cicek), Maachi (75' Saymak) Boer, Van den Berg Achenteh           |
| 6e speelronde | FC Zwolle | 3 – 1 (1 – 0) | FC Volendam                                                                         | Opstelling FC Zwolle: |
| 16 september 2011 Plaats: Zwolle FC Zwolle Stadion Toeschouwers: 8.029 Scheidsrechter: Edwin van de Graaf                                    | Alexander Bannink 23' Joey van den Berg 73' Christiaan Cicek 78'                                                                   |               | 53' Jack Tuijp                                                                      | Boer, Van Polen, Aafjes , Lachman, Van Hintum, Olijve, Van den Berg, Bannink, Narsingh, Saymak, Maachi (76' Cicek) Van Polen                                                         |
| 7e speelronde | FC Eindhoven | 2 – 2 (1 – 0) | FC Zwolle                                                                           | Opstelling FC Zwolle: |
| 25 september 2011 Plaats: Eindhoven Jan Louwers Stadion Toeschouwers: 4.100 Scheidsrechter: Josemar Makiavala                                | Rob van Boekel 28' Josemar Makiavala 67'                                                                                           |               | 58' Nassir Maachi 75' Joey van den Berg                                             | Boer, Bakkati, Aafjes (46' Slot), Lachman, Van Hintum, Olijve, Van den Berg, Achenteh, Van Polen (80' Pot), Narsingh, Maachi (90' Drost), Saymak Aafjes, Van den Berg, Maachi Saymak |
| 8e speelronde | FC Zwolle | 7 – 3 (5 – 3) | Telstar                                                                             | Opstelling FC Zwolle: |
| 30 september 2011 Plaats: Zwolle FC Zwolle Stadion Toeschouwers: 7.811 Scheidsrechter: Maarten Ketting                                       | Arne Slot 4' Furdjel Narsingh 21' Nassir Maachi 33' Nassir Maachi 41' Bram van Polen 43' Arne Slot 60' Joey van den Berg (pen) 79' |               | 14' Gerson Sheotahul 27' Sjaak Lettinga 39' Johan Plat                              | Boer, Lachman, Van Polen, Aafjes , Van Hintum (86' Bakkati), Olijve, Slot (66' Mamedov), Achenteh, Narsingh (79' Drost), Maachi, Van den Berg Lachman, Van den Berg                  |
| 9e speelronde | Almere City FC | 0 – 3 (0 – 2) | FC Zwolle                                                                           | Opstelling FC Zwolle: |
| 14 oktober 2011 Plaats: Almere Mitsubishi Forklift-Stadion Toeschouwers: 2.483 Scheidsrechter: Jack van Hulten                               | |               | 13' Frank Olijve 45' Joey van den Berg 72' Nassir Maachi                            | Boer, Lachman, Van Polen (78' Bakkati), Aafjes , Van Hintum, Olijve, Slot, Achenteh, Narsingh (74' Mamedov), Maachi, Van den Berg (85' Saymak) Boer                                  |
| 10e speelronde | FC Zwolle | 5 – 0 (3 – 0) | FC Dordrecht                                                                        | Opstelling FC Zwolle: |
| 21 oktober 2011 Plaats: Zwolle FC Zwolle Stadion Toeschouwers: 8.234 Scheidsrechter: Ruud Bossen                                             | Nassir Maachi 10' Nassir Maachi 18' Mustafa Saymak 45' Mustafa Saymak 48' Nassir Maachi 52'                                        |               |                                                                                     | Boer, Lachman, Van Polen, Pot, Van Hintum, Olijve, Slot (83' Hiwat), Achenteh, Maachi (55' Mamedov), Saymak, Van den Berg (73' Drost)                                                |
| 11e speelronde | MVV Maastricht | 1 – 3 (1 – 1) | FC Zwolle                                                                           | Opstelling FC Zwolle: |
| 28 oktober 2011 Plaats: Maastricht Geusselt Toeschouwers: 5.630 Scheidsrechter: Dennis Higler                                                | Malcolm Esajas 1' |               | 33' Bart van Hintum 75' (pen) Arne Slot 80' Nassir Maachi                           | Boer, Lachman, Van Polen, Pot, Van Hintum, Olijve, Slot , Achenteh, Maachi, Van den Berg, Saymak (70' Mamedov) Mamedov                                                               |
| 12e speelronde | FC Zwolle | 1 – 0 (1 – 0) | Willem II                                                                           | Opstelling FC Zwolle: |
| 4 november 2011 Plaats: Zwolle FC Zwolle Stadion Toeschouwers: 9.076 Scheidsrechter: Bas Nijhuis                                             | Nassir Maachi 10' |               |                                                                                     | Boer, Lachman, Van Polen, Pot, Van Hintum, Olijve, Slot , Achenteh, Mamedov (46' Narsingh), Van den Berg, Maachi (67' Saymak) Van Polen                                              |
| 13e speelronde | SC Veendam | 0 – 1 (0 – 0) | FC Zwolle                                                                           | Opstelling FC Zwolle: |
| 18 november 2011 Plaats: Veendam De Langeleegte Toeschouwers: 4.185 Scheidsrechter: Reinold Wiedemeijer                                      | |               | 81' Joey van den Berg                                                               | Boer, Lachman, Van Polen, Pot, Van Hintum (64' Bannink), Olijve, Slot , Achenteh, Narsingh (64' Mamedov), Van den Berg, Maachi (79' Saymak) Bannink, Van den Berg, Pot               |
| 14e speelronde | Go Ahead Eagles | 0 – 1 (0 – 1) | FC Zwolle                                                                           | Opstelling FC Zwolle: |
| 27 november 2011 Plaats: Deventer De Adelaarshorst Toeschouwers: 5.908 Scheidsrechter: Jan Wegereef                                          | | IJsselderby   | 37' Bart van Hintum                                                                 | Boer, Lachman, Van Polen, Pot, Van Hintum, Olijve, Slot (76' Bannink), Achenteh, Narsingh (90' Drost), Saymak (57' Mamedov), Maachi Drost, Maachi                                    |
| 15e speelronde | FC Zwolle | 3 – 0 (1 – 0) | SC Cambuur                                                                          | Opstelling FC Zwolle: |
| 2 december 2011 Plaats: Zwolle FC Zwolle Stadion Toeschouwers: 9.275 Scheidsrechter: Tom van Sichem                                          | Martijn van der Laan (e.d.) 44' Furdjel Narsingh 63' Norair Mamedov 90'                                                            |               |                                                                                     | Boer, Lachman, Van Polen, Pot, Van Hintum, Olijve, Slot , Achenteh, Narsingh (64' Mamedov), Van den Berg, Maachi (87' Bannink)                                                       |
| 16e speelronde | FC Emmen | 1 – 2 (1 – 1) | FC Zwolle                                                                           | Opstelling FC Zwolle: |
| 9 december 2011 Plaats: Emmen Univé Stadion Toeschouwers: 4.721 Scheidsrechter: Eric Braamhaar                                               | Ruud ter Heide (pen) 39' |               | 22' Nassir Maachi 54' Furdjel Narsingh                                              | Boer, Lachman, Van Polen (34' Bannink), Pot, Van Hintum, Olijve, Slot , Achenteh, Narsingh (89' Drost), Van den Berg, Maachi (81' Mamedov) Boer                                      |
| 17e speelronde | FC Zwolle | 4 – 2 (3 – 1) | Fortuna Sittard                                                                     | Opstelling FC Zwolle: |
| 16 december 2011 Plaats: Zwolle FC Zwolle Stadion Toeschouwers: 8.582 Scheidsrechter: Rogier Honig                                           | Bart van Hintum 9' Norair Mamedov 26' Bart van Hintum 30' Joey van den Berg 56'                                                    |               | 45' Harrie Gommans 74' Wouter Scheelen                                              | Boer, Lachman, Olijve, Pot, Van Hintum, Bannink, Slot , Achenteh (75' Drost), Narsingh (17' Mamedov), Van den Berg, Maachi (87' Saymak)                                              |
| 18e speelronde | Sparta Rotterdam | 2 – 0 (0 – 0) | FC Zwolle                                                                           | Opstelling FC Zwolle: |
| 15 januari 2012 Plaats: Rotterdam Het Kasteel Toeschouwers: 7.066 Scheidsrechter: Tom Ottevaere                                              | Jeremy Bokila (pen) 58' Mario Bilate 79'                                                                                           |               |                                                                                     | Boer, Bakkati (69' Ter Wielen), Lachman, Pot (74' Bannink), Van Hintum, Olijve, Slot , Achenteh, Mamedov (62' Ter Heide), Van den Berg, Maachi Van den Berg Boer                     |
| 19e speelronde | FC Zwolle | 3 – 2 (1 – 2) | Almere City FC                                                                      | Opstelling FC Zwolle: |
| 20 januari 2012 Plaats: Zwolle FC Zwolle Stadion Toeschouwers: 8.179 Scheidsrechter: Dennis Higler                                           | Nassir Maachi 45' Ruud ter Heide 72' Arne Slot 90'                                                                                 |               | 6' Gianluca Nijholt 15' Thijs Sluijter                                              | Ter Wielen, Bakkati, Lachman, Pot, Van Hintum, Olijve, Slot , Achenteh (80' Drost), Mamedov, Van den Berg, Maachi (46' Ter Heide) Ter Heide                                          |
| 20e speelronde | FC Dordrecht | 1 – 2 (1 – 0) | FC Zwolle                                                                           | Opstelling FC Zwolle: |
| 27 januari 2012 Plaats: Dordrecht GN Bouw Stadion Toeschouwers: 2.325 Scheidsrechter: Jan Wegereef                                           | Jeffrey Rijsdijk 18' |               | 51' Jesper Drost 64' Nassir Maachi                                                  | Boer, Bakkati, Lachman, Pot, Van Hintum, Olijve, Slot (71' Bannink), Achenteh, Drost (70' Mamedov), Van den Berg, Maachi (84' Hiwat) Van Hintum                                      |
| 21e speelronde | FC Zwolle | 0 – 0         | Go Ahead Eagles                                                                     | Opstelling FC Zwolle: |
| 12 februari 2012 Plaats: Zwolle FC Zwolle Stadion Toeschouwers: 9.380 Scheidsrechter: Richard Liesveld                                       | | IJsselderby   |                                                                                     | Boer, Bakkati, Lachman, Pot, Van Hintum, Olijve (60' Bannink), Slot , Achenteh, Drost (87' Cicek), Van den Berg, Maachi (66' Mamedov) Lachman                                        |
| 22e speelronde | FC Zwolle | 1 – 1 (1 – 1) | MVV Maastricht                                                                      | Opstelling FC Zwolle: |
| 17 februari 2012 Plaats: Zwolle FC Zwolle Stadion Toeschouwers: 8.135 Scheidsrechter: Jack van Hulten                                        | Nassir Maachi 32' |               | 30' Tom Van Hyfte                                                                   | Boer, Bakkati, Lachman, Pot (78' Bannink), Van Hintum, Olijve, Slot , Achenteh, Drost (69' Cicek), Van den Berg (37' Mamedov), Maachi Pot                                            |
| 23e speelronde | Telstar | 0 – 3 (0 – 0) | FC Zwolle                                                                           | Opstelling FC Zwolle: |
| 24 februari 2012 Plaats: Velsen TATA Steel Stadion Toeschouwers: 1.834 Scheidsrechter: Christiaan Bax                                        | |               | 59' Arne Slot 62' Alexander Bannink 88' Christiaan Cicek                            | Boer, Bakkati, Lachman, Pot, Van Hintum, Olijve, Bannink, Achenteh, Drost (74' Hiwat), Slot , Maachi (85' Cicek)                                                                     |
| 24e speelronde | FC Zwolle | 2 – 3 (1 – 0) | Helmond Sport                                                                       | Opstelling FC Zwolle: |
| 2 maart 2012 Plaats: Zwolle FC Zwolle S Toeschouwers: 8.189 Scheidsrechter: Björn Kuipers                                                    | Nassir Maachi 24' Arne Slot 53' |               | 59' Guus Joppen 62' (e.d.) Diederik Boer 81' Erik Quekel                            | Boer, Bakkati, Lachman, Van den berg, Van Hintum, Olijve, Achenteh(71' Pot), Drost (65' Ter Heide), Bannink (82' Mamedov), Slot , Maachi Van Hintum, Achenteh, Van den berg          |
| 25e speelronde | FC Volendam | 2 – 2 (1 – 2) | FC Zwolle                                                                           | Opstelling FC Zwolle: |
| 5 maart 2012 Plaats: Volendam Kras Stadion Toeschouwers: 3.008 Scheidsrechter: Reinold Wiedemeijer * Wedstrijd stond gepland voor 3 februari | Achmed Ahahaoui 36' Robert Mühren 67'                                                                                              |               | 15' Nassir Maachi 25' Bart van Hintum                                               | Boer, Bakkati, Lachman, Aafjes, Van Hintum, Olijve, Achenteh, Bannink (64' Saymak), Slot , Ter Heide (80' Cicek), Maachi (80' Mamedov)                                               |
| 26e speelronde | FC Zwolle | 1 – 0 (0 – 0) | FC Den Bosch                                                                        | Opstelling FC Zwolle: |
| 9 maart 2012 Plaats: Zwolle FC Zwolle Stadion Toeschouwers: 9.300 Scheidsrechter: Jan Wegereef                                               | Ruud ter Heide 63' |               |                                                                                     | Boer, Bakkati, Lachman, Aafjes, Van Hintum (85' Pot), Olijve, Achenteh, Van den Berg , Slot , Ter Heide (89' Saymak), Maachi (90' Mamedov) Ter Heide                                 |
| 27e speelronde | FC Oss | 1 – 0 (0 – 0) | FC Zwolle                                                                           | Opstelling FC Zwolle: |
| 18 maart 2011 Plaats: Oss Heesen Yachts Stadion Toeschouwers: 2.379 Scheidsrechter: Pieter Vink                                              | Tim Nelemans 56' |               |                                                                                     | Boer, Bakkati, Lachman, Aafjes (49' Van Polen), Van Hintum, Olijve (83' Mamedov), Achenteh, Van den Berg, Slot , Ter Heide, Maachi (76' Saymak) Mamedov                              |
| 28e speelronde | FC Zwolle | 3 – 0 (3 – 0) | AGOVV Apeldoorn                                                                     | Opstelling FC Zwolle: |
| 23 maart 2012 Plaats: Zwolle FC Zwolle Stadion Toeschouwers: 8.600 Scheidsrechter: Kevin Blom                                                | Nassir Maachi 10' Giovanni Hiwat 12' Jesper Drost 45'                                                                              |               |                                                                                     | Boer, Van Polen (85' Bakkati), Lachman, Pot, Van Hintum, Olijve (65' Bannink), Achenteh, Hiwat, Van den Berg, Slot , Maachi (38' Drost) Van Hintum                                   |
| 29e speelronde | SC Cambuur | 3 – 0 (3 – 0) | FC Zwolle                                                                           | Opstelling FC Zwolle: |
| 1 april 2012 Plaats: Leeuwarden Cambuurstadion Toeschouwers: 7.224 Scheidsrechter: Ed Janssen                                                | Robert van Boxel 3' Wout Droste 5' Bob Schepers 36'                                                                                |               |                                                                                     | Boer, Van Polen, Lachman, Pot, Van Hintum, Bannink (46' Ter Heide), Slot , Achenteh, Narsingh (66' Hiwat), Van den Berg, Drost Boer, Slot, Van den Berg, Hiwat                       |
| 30e speelronde | FC Zwolle | 1 – 0 (0 – 0) | FC Emmen                                                                            | Opstelling FC Zwolle: |
| 6 april 2012 Plaats: Zwolle FC Zwolle Stadion Toeschouwers: 9.162 Scheidsrechter: Rutger Bekebrede                                           | Nassir Maachi 57' |               |                                                                                     | Boer, Van Polen, Lachman, Pot, Van Hintum, Bannink, Slot (66' Ter Heide), Achenteh, Hiwat (66' Drost), Van den Berg (76' Saymak), Maachi Van Polen                                   |
| 31e speelronde | Fortuna Sittard | 0 – 1 (0 – 0) | FC Zwolle                                                                           | Opstelling FC Zwolle: |
| 9 april 2012 Plaats: Sittard Trendwork Arena Toeschouwers: 5.460 Scheidsrechter: Jack van Hulten                                             | |               | 56' Arne Slot                                                                       | Boer (8' Ter Wielen), Van Polen, Lachman, Pot, Van Hintum, Bannink, Slot (68' Ter Heide), Achenteh, Hiwat, Van den Berg, Maachi (84' Drost) Maachi                                   |
| 32e speelronde | FC Zwolle | 0 – 0         | FC Eindhoven                                                                        | Opstelling FC Zwolle: |
| 13 april 2012 Plaats: Zwolle FC Zwolle Stadion Toeschouwers: 11.000 Scheidsrechter: Dennis Higler                                            | |               |                                                                                     | Ter Wielen, Van Polen, Lachman, Aafjes (79' Ter Heide), Van Hintum, Pot, Achenteh, Slot , Narsingh, Van den Berg, Maachi , Ter Heide                                                 |
| 33e speelronde | Willem II | 3 – 1 (2 – 0) | FC Zwolle                                                                           | Opstelling FC Zwolle: |
| 20 april 2012 Plaats: Tilburg Koning Willem II Stadion Toeschouwers: 9.500 Scheidsrechter: Ruud Bossen                                       | Donny de Groot 9' Virgil Misidjan 23' Arjan Swinkels 87'                                                                           |               | 64' Jesper Drost                                                                    | Ter Wielen, Van Polen, Aafjes (77' Saymak), Lachman, Van Hintum, Pot, Slot , Achenteh, Drost, Van den Berg (46' Ter Heide), Maachi (77' Hiwat) Van den Berg                          |
| 34e speelronde | FC Zwolle | 2 – 0 (1 – 0) | SC Veendam                                                                          | Opstelling FC Zwolle: |
| 27 april 2012 Plaats: Zwolle FC Zwolle Stadion Toeschouwers: 8.749 Scheidsrechter: Edwin van de Graaf                                        | Arne Slot 45' Arne Slot 74' |               |                                                                                     | Ter Wielen, Van Polen, Aafjes (46' Maachi), Lachman, Van Hintum, Pot, Slot , Achenteh (67' Bakkati), Drost (78' Mamedov), Ter Heide, Hiwat Achenteh                                  |

### KNVB beker
| 2e ronde | SC Cambuur | 0 – 1 (0 – 0) | FC Zwolle          | Opstelling FC Zwolle: |
| 20 september 2011 Aanvangstijd: 20:00 uur Plaats: Leeuwarden Cambuurstadion Toeschouwers: 5.249 Scheidsrechter: Reinold Wiedemeijer |            |               | 74' Nassir Maachi  | Boer, van Polen, Aafjes , Lachman, Van Hintum, Olijve, Narsingh, Achenteh, Maachi (90' Bakkati), Bannink (78' Pot), Saymak (76' Hiwat) Aafjes |
| 3e ronde | FC Zwolle  | 0 – 1 (0 – 0) | RKC Waalwijk       | Opstelling FC Zwolle: |
| 25 oktober 2011 Aanvangstijd: 20:45 uur Plaats: Zwolle FC Zwolle Stadion Toeschouwers: 6.911 Scheidsrechter: Serdar Gözübüyük       |            |               | 83' Roald van Hout | Boer, Lachman, van Polen, Pot, Van Hintum, Olijve, Slot, Achenteh, Maachi, Saymak, Van den Berg Lachman, van Hintum                           |

## Selectie en technische staf

### Selectie 2011/12
| Nr.           |                    | Naam              | Competitie | Competitie | Beker      | Beker      | Play-offs  | Play-offs  | Totaal     | Totaal     | Contract   | Seizoen    | Vorige club         | Debuut            |
| Nr.           | W                  | Naam              |            | W          |            | W          |            | W          |            |            | Contract   | Seizoen    | Vorige club         | Debuut            |
| Doelmannen    | Doelmannen         | Doelmannen        | Doelmannen | Doelmannen | Doelmannen | Doelmannen | Doelmannen | Doelmannen | Doelmannen | Doelmannen | Doelmannen | Doelmannen | Doelmannen          | Doelmannen        |
| ------------- | ------------------ | ----------------- | ---------- | ---------- | ---------- | ---------- | ---------- | ---------- | ---------- | ---------- | ---------- | ---------- | ------------------- | ----------------- |
| -             | Vlag van Nederland | Diederik Boer     | 27         | 0          | 2          | 0          | 0          | 0          | 29         | 0          | 2014       | 11e        | Jeugd               | 8 maart 2003      |
| -             | Vlag van Nederland | Delano van Crooij | 0          | 0          | 0          | 0          | 0          | 0          | 0          | 0          | —          | 1e         | VVV-Venlo           | —                 |
| -             | Vlag van Nederland | Leon ter Wielen   | 9          | 0          | 0          | 0          | 0          | 0          | 9          | 0          | 2012       | 2e         | BV Veendam          | 18 april 2011     |
| Verdedigers   |                    |                   |            |            |            |            |            |            |            |            |            |            |                     |                   |
| -             | Vlag van Nederland | Gerard Aafjes     | 16         | 0          | 1          | 0          | 0          | 0          | 17         | 0          | 2014       | 1e         | MVV Maastricht      | 5 augustus 2011   |
| -             | Vlag van Nederland | Said Bakkati      | 19         | 0          | 1          | 0          | 0          | 0          | 20         | 0          | 2012       | 3e         | Go Ahead Eagles     | 8 augustus 2009   |
| -             | Vlag van Nederland | Bart van Hintum   | 32         | 5          | 2          | 0          | 0          | 0          | 34         | 5          | 2014       | 1e         | FC Dordrecht        | 19 augustus 2011  |
| -             | Vlag van Nederland | Darryl Lachman    | 34         | 0          | 2          | 0          | 0          | 0          | 36         | 0          | 2013       | 1e         | FC Groningen        | 5 augustus 2011   |
| -             | Vlag van Nederland | Joran Pot         | 26         | 0          | 2          | 0          | 0          | 0          | 28         | 0          | 2012       | 2e         | RBC Roosendaal      | 27 augustus 2010  |
| -             | Vlag van Nederland | Gieljan Tissingh  | 0          | 0          | 0          | 0          | 0          | 0          | 0          | 0          | 2012       | 3e         | Jeugd               | 9 april 2010      |
| Middenvelders |                    |                   |            |            |            |            |            |            |            |            |            |            |                     |                   |
| -             | Vlag van Nederland | Rochdi Achenteh   | 33         | 0          | 2          | 0          | 0          | 0          | 35         | 0          | 2014       | 1e         | FC Eindhoven        | 5 augustus 2011   |
| -             | Vlag van Nederland | Alexander Bannink | 18         | 3          | 1          | 0          | 0          | 0          | 19         | 3          | Gehuurd    | 1e         | FC Twente           | 5 augustus 2011   |
| -             | Vlag van Nederland | Joey van den Berg | 30         | 7          | 1          | 0          | 0          | 0          | 31         | 7          | 2013       | 2e         | MVV Alcides (ama)   | 13 augustus 2010  |
| -             | Vlag van Nederland | Frank Olijve      | 28         | 1          | 2          | 0          | 0          | 0          | 30         | 1          | 2012       | 2e         | FC Groningen        | 13 augustus 2010  |
| -             | Vlag van Nederland | Arne Slot         | 28         | 9          | 1          | 0          | 0          | 0          | 29         | 9          | 2012       | 10e        | Sparta Rotterdam    | 14 oktober 1995   |
| -             | Vlag van Nederland | Simon IJzerman    | 0          | 0          | 0          | 0          | 0          | 0          | 0          | 0          | Amateur    | 1e         | Jeugd               | —                 |
| Aanvallers    |                    |                   |            |            |            |            |            |            |            |            |            |            |                     |                   |
| -             | Vlag van Nederland | Christiaan Cicek  | 6          | 2          | 0          | 0          | 0          | 0          | 6          | 2          | 2013       | 1e         | Excelsior '31 (ama) | 12 september 2011 |
| -             | Vlag van Nederland | Jesper Drost      | 19         | 3          | 1          | 0          | 0          | 0          | 20         | 3          | 2012       | 2e         | Jeugd               | 21 januari 2011   |
| -             | Vlag van Nederland | Ruud ter Heide    | 12         | 2          | 0          | 0          | 0          | 0          | 12         | 2          | Gehuurd    | 1e         | FC Emmen            | —                 |
| -             | Vlag van Nederland | Giovanni Hiwat    | 10         | 1          | 1          | 0          | 0          | 0          | 11         | 1          | 2013       | 1e         | Jeugd               | 5 augustus 2011   |
| -             | Vlag van Nederland | Jeroen Ketting    | 2          | 1          | 0          | 0          | 0          | 0          | 2          | 1          | 2013       | 1e         | Lommel United       | 26 augustus 2011  |
| -             | Vlag van Nederland | Nassir Maachi     | 33         | 18         | 2          | 1          | 0          | 0          | 35         | 19         | 2012       | 2e         | SC Cambuur          | 4 februari 2011   |
| -             | Vlag van Nederland | Stanley Mailoa    | 0          | 0          | 0          | 0          | 0          | 0          | 0          | 0          | Amateur    | 1e         | Alphense Boys (ama) | —                 |
| -             | Vlag van Nederland | Norair Mamedov    | 24         | 5          | 1          | 0          | 0          | 0          | 25         | 5          | 2013       | 1e         | FC Groningen        | 5 augustus 2011   |
| -             | Vlag van Nederland | Furdjel Narsingh  | 17         | 5          | 1          | 0          | 0          | 0          | 18         | 5          | 2013       | 1e         | Telstar             | 5 augustus 2011   |
| -             | Vlag van Nederland | Bram van Polen    | 24         | 1          | 2          | 0          | 0          | 0          | 26         | 1          | 2012       | 5e         | Vitesse             | 12 oktober 2007   |
| -             | Vlag van Nederland | Mustafa Saymak    | 17         | 3          | 2          | 0          | 0          | 0          | 19         | 3          | 2013       | 1e         | Jeugd               | 5 augustus 2011   |
| Nr.           |                    | Naam              | W          |            | W          |            | W          |            | W          |            | Contract   | Seizoen    | Vorige club         | Debuut            |
| Nr.           | Competitie         | Competitie        | Beker      | Beker      | Play-offs  | Play-offs  | Totaal     | Totaal     |            |            | Contract   | Seizoen    | Vorige club         | Debuut            |

### Technische staf
| Naam                | Functie                     |
| ------------------- | --------------------------- |
| Art Langeler        | Hoofdtrainer                |
| Gert Peter de Gunst | Assistent-Trainer           |
| Jaap Stam           | Assistent-Trainer/Teamcoach |
| Sierd van der Berg  | Keeperstrainer              |
| Erwin Vloedgraven   | Verzorger                   |
| Isaak Teunis        | Teambegeleider              |
| Jacco Teunis        | Teambegeleider              |
| Jerome Mulder       | Facilitair Medewerker       |
| Jenny Admiraal      | Verzorger                   |

## Statistieken FC Zwolle 2011/2012

### Eindstand FC Zwolle in de Nederlandse Eerste divisie 2011 / 2012
| Stand | Gespeeld | Gewonnen | Gelijk | Verloren | Punten | Doelpunten voor | Doelpunten tegen | Gele kaarten | Rode kaarten |
| ----- | -------- | -------- | ------ | -------- | ------ | --------------- | ---------------- | ------------ | ------------ |
| 1e    | 34       | 22       | 6      | 6        | 72     | 68              | 34               | 46           | 4            |

### Topscorers
| #                | Naam                              | Goal |
| ---------------- | --------------------------------- | ---- |
| 1.               | Nassir Maachi                     | 18   |
| 2.               | Arne Slot                         | 9    |
| 3.               | Joey van den Berg                 | 7    |
| 4.               | Bart van Hintum                   | 5    |
| 4.               | Norair Mamedov                    | 5    |
| 4.               | Furdjel Narsingh                  | 5    |
| 7.               | Alexander Bannink                 | 3    |
| 7.               | Jesper Drost                      | 3    |
| 7.               | Mustafa Saymak                    | 3    |
| 10.              | Christiaan Cicek                  | 2    |
| 10.              | Ruud ter Heide                    | 2    |
| 12.              | Giovanni Hiwat                    | 1    |
| 12.              | Jeroen Ketting                    | 1    |
| 12.              | Frank Olijve                      | 1    |
| 12.              | Bram van Polen                    | 1    |
| Eigen doelpunten |                                   |      |
| –                | Martijn van der Laan (SC Cambuur) | 1    |
| –                | Bart van Muyen (FC Oss)           | 1    |
| Totaal           | Totaal                            | 68   |

| #      | Naam          | Goal |
| ------ | ------------- | ---- |
| 1.     | Nassir Maachi | 1    |
| Totaal | Totaal        | 1    |

| #                    | Naam                                  | Goal |
| -------------------- | ------------------------------------- | ---- |
| 1.                   | Mustafa Saymak                        | 19   |
| 2.                   | Norair Mamedov                        | 12   |
| 3.                   | Nassir Maachi                         | 10   |
| 4.                   | Pepijn Kluin                          | 8    |
| 5.                   | Arne Slot                             | 6    |
| 6.                   | Bram van Polen                        | 5    |
| 6.                   | Joey van den Berg                     | 5    |
| 8.                   | Jesper Drost                          | 4    |
| 8.                   | Giovanni Hiwat                        | 4    |
| 8.                   | Frank Olijve                          | 4    |
| 11.                  | Christiaan Cicek                      | 3    |
| 11.                  | Stanley Mailoa                        | 3    |
| 13.                  | Rochdi Achenteh                       | 2    |
| 13.                  | Alexander Bannink                     | 2    |
| 13.                  | Ruud ter Heide                        | 2    |
| 13.                  | Bart van Hintum                       | 2    |
| 13.                  | Joran Pot                             | 2    |
| 13.                  | Gieljan Tissingh                      | 2    |
| 19.                  | Gerard Aafjes                         | 1    |
| 19.                  | Delano van Crooij                     | 1    |
| 19.                  | Carlo Ferrario                        | 1    |
| 19.                  | Darryl Lachman                        | 1    |
| 19.                  | Furdjel Narsingh                      | 1    |
| 19.                  | Igor Vetokele                         | 1    |
| 19.                  | Simon IJzerman                        | 1    |
| Eigen doelpunten     |                                       |      |
| –                    | Richard Beltman (Regioteam Hoonhorst) | 2    |
| 2.                   | Joris Damman (Regioteam Hoonhorst)    | 1    |
| 2.                   | Onbekend (SC Rouveen)                 | 1    |
| 2.                   | Fokko Ebbens (WVF)                    | 1    |
| 2.                   | Ashton Götz (Hamburger SV)            | 1    |
| Onbekende doelpunten |                                       |      |
| –                    | Tegen SC Rouveen                      | 3    |
| Totaal               | Totaal                                | 111  |

### Kaarten
| #      | Naam              |    |
| ------ | ----------------- | -- |
| 1.     | Joey van den Berg | 9  |
| 2.     | Diederik Boer     | 4  |
| 2.     | Nassir Maachi     | 4  |
| 4.     | Bart van Hintum   | 3  |
| 4.     | Norair Mamedov    | 3  |
| 4.     | Bram van Polen    | 3  |
| 4.     | Ruud ter Heide    | 3  |
| 8.     | Gerard Aafjes     | 2  |
| 8.     | Rochdi Achenteh   | 2  |
| 8.     | Said Bakkati      | 2  |
| 8.     | Darryl Lachman    | 2  |
| 8.     | Frank Olijve      | 2  |
| 8.     | Joran Pot         | 2  |
| 15.    | Alexander Bannink | 1  |
| 15.    | Jesper Drost      | 1  |
| 15.    | Giovanni Hiwat    | 1  |
| 15.    | Jeroen Ketting    | 1  |
| 15.    | Arne Slot         | 1  |
| Totaal | Totaal            | 46 |

| #      | Naam              |   |
| ------ | ----------------- | - |
| 1.     | Rochdi Achenteh   | 1 |
| 1.     | Alexander Bannink | 1 |
| 1.     | Diederik Boer     | 1 |
| 1.     | Mustafa Saymak    | 1 |
| Totaal | Totaal            | 4 |

### Punten per speelronde
| Speelronde | 1 | 2 | 3 | 4 | 5 | 6 | 7 | 8 | 9 | 10 | 11 | 12 | 13 | 14 | 15 | 16 | 17 | 18 | 19 | 20 | 21 | 22 | 23 | 24 | 25 | 26 | 27 | 28 | 29 | 30 | 31 | 32 | 33 | 34 |
| ---------- | - | - | - | - | - | - | - | - | - | -- | -- | -- | -- | -- | -- | -- | -- | -- | -- | -- | -- | -- | -- | -- | -- | -- | -- | -- | -- | -- | -- | -- | -- | -- |
| Punten     | 1 | 3 | 3 | 3 | 0 | 3 | 1 | 3 | 3 | 3  | 3  | 3  | 3  | 3  | 3  | 3  | 3  | 0  | 3  | 3  | 1  | 1  | 3  | 0  | 1  | 3  | 0  | 3  | 0  | 3  | 3  | 1  | 0  | 3  |

### Punten na speelronde
| Speelronde | 1 | 2 | 3 | 4  | 5  | 6  | 7  | 8  | 9  | 10 | 11 | 12 | 13 | 14 | 15 | 16 | 17 | 18 | 19 | 20 | 21 | 22 | 23 | 24 | 25 | 26 | 27 | 28 | 29 | 30 | 31 | 32 | 33 | 34 |
| ---------- | - | - | - | -- | -- | -- | -- | -- | -- | -- | -- | -- | -- | -- | -- | -- | -- | -- | -- | -- | -- | -- | -- | -- | -- | -- | -- | -- | -- | -- | -- | -- | -- | -- |
| Punten     | 1 | 4 | 7 | 10 | 10 | 13 | 14 | 17 | 20 | 23 | 26 | 29 | 32 | 35 | 38 | 41 | 44 | 44 | 47 | 50 | 51 | 52 | 55 | 55 | 56 | 59 | 59 | 62 | 62 | 65 | 68 | 69 | 69 | 72 |

### Stand na speelronde
| Speelronde | 1  | 2  | 3  | 4  | 5  | 6  | 7  | 8  | 9  | 10 | 11 | 12 | 13 | 14 | 15 | 16 | 17 | 18 | 19 | 20 | 21 | 22 | 23 | 24 | 25 | 26 | 27 | 28 | 29 | 30 | 31 | 32 | 33 | 34 |
| ---------- | -- | -- | -- | -- | -- | -- | -- | -- | -- | -- | -- | -- | -- | -- | -- | -- | -- | -- | -- | -- | -- | -- | -- | -- | -- | -- | -- | -- | -- | -- | -- | -- | -- | -- |
| Stand      | 9e | 4e | 2e | 2e | 2e | 2e | 2e | 1e | 1e | 1e | 1e | 1e | 1e | 1e | 1e | 1e | 1e | 1e | 1e | 1e | 1e | 1e | 1e | 1e | 1e | 1e | 1e | 1e | 1e | 1e | 1e | 1e | 1e | 1e |

### Doelpunten per speelronde
| Speelronde | 1 | 2 | 3 | 4 | 5 | 6 | 7 | 8 | 9 | 10 | 11 | 12 | 13 | 14 | 15 | 16 | 17 | 18 | 19 | 20 | 21 | 22 | 23 | 24 | 25 | 26 | 27 | 28 | 29 | 30 | 31 | 32 | 33 | 34 | Totaal |
| ---------- | - | - | - | - | - | - | - | - | - | -- | -- | -- | -- | -- | -- | -- | -- | -- | -- | -- | -- | -- | -- | -- | -- | -- | -- | -- | -- | -- | -- | -- | -- | -- | ------ |
| Doelpunten | 2 | 2 | 4 | 2 | 1 | 3 | 2 | 7 | 3 | 5  | 3  | 1  | 1  | 1  | 3  | 2  | 4  | 0  | 3  | 2  | 0  | 1  | 3  | 2  | 2  | 1  | 0  | 3  | 0  | 1  | 1  | 0  | 1  | 2  | 68     |

### Toeschouwersaantal per speelronde
| Speelronde | 1     | 2     | 3     | 4     | 5     | 6     | 7     | 8     | 9     | 10    | 11    | 12    | 13    | 14    | 15     | 16    | 17    | Totaal  | Gemiddeld |
| ---------- | ----- | ----- | ----- | ----- | ----- | ----- | ----- | ----- | ----- | ----- | ----- | ----- | ----- | ----- | ------ | ----- | ----- | ------- | --------- |
| Thuis      | -     | 6.933 | -     | 6.911 | -     | 8.029 | -     | 7.811 | -     | 8.234 | -     | 9.076 | -     | -     | 9.275  | -     | 8.582 | 64.851  | 8.106     |
| Uit        | 3.754 | -     | 2.311 | -     | 2.473 | -     | 4.100 | -     | 2.483 | -     | 5.630 | -     | 4.185 | 5.908 | -      | 4.721 | -     | 35.565  | 3.952     |
| Speelronde | 18    | 19    | 20    | 21    | 22    | 23    | 24    | 25    | 26    | 27    | 28    | 29    | 30    | 31    | 32     | 33    | 34    | Totaal  | Gemiddeld |
| Thuis      | -     | 8.179 | -     | 9.380 | 8.135 | -     | 8.189 | -     | 9.219 | -     | 8.600 | -     | 9.162 | -     | 11.000 | -     | 8.749 | 80.613  | 8.957     |
| Uit        | 7.066 | -     | 2.325 | -     | -     | 1.834 | -     | 3.001 | -     | 2.379 | -     | 7.224 | -     | 5.460 | -      | 9.500 | -     | 38.789  | 4.849     |
|            |       |       |       |       |       |       |       |       |       |       |       |       |       |       |        |       |       | 219.818 | 6.465     |

## Mutaties

### Zomer

#### Aangetrokken
| Nr. | Nat. | Naam               | Van                 | Type               | Contract   | Transfersom | Bijzonderheid            |
| --- | ---- | ------------------ | ------------------- | ------------------ | ---------- | ----------- | ------------------------ |
| -   | NL   | Gerard Aafjes      | MVV Maastricht      | Transfervrij       | 30-06-2014 | n.v.t.      | -                        |
| -   | NL   | Rochdi Achenteh    | FC Eindhoven        | Transfervrij       | 30-06-2014 | n.v.t.      | -                        |
| -   | NL   | Alexander Bannink  | FC Twente           | Op huurbasis       | -          | n.v.t.      | Met optie tot koop       |
| -   | NL   | Christiaan Cicek   | Excelsior '31 (ama) | Transfer           | 30-06-2013 | ± €20.000   | -                        |
| -   | NL   | Delano van Crooij  | VVV-Venlo           | Transfervrij       | 30-06-2012 | n.v.t.      | -                        |
| -   | NL   | Bart van Hintum    | FC Dordrecht        | Transfervrij       | 30-06-2014 | n.v.t.      | -                        |
| -   | NL   | Giovanni Hiwat     | Jeugd               | -                  | 30-06-2013 | n.v.t.      | -                        |
| -   | NL   | Jeroen Ketting     | Lommel United       | Transfervrij       | 30-06-2013 | n.v.t.      | -                        |
| -   | NL   | Ruud Kras          | Sparta Rotterdam    | Einde huurcontract | 30-06-2012 | n.v.t.      | Was verhuurd             |
| -   | NL   | Darryl Lachman     | FC Groningen        | Transfervrij       | 30-06-2012 | n.v.t.      | -                        |
| -   | NL   | Nassir Maachi      | SC Cambuur          | Transfervrij       | 30-06-2012 | n.v.t.      | Was gehuurd              |
| -   | NL   | Stanley Mailoa     | Alphense Boys (ama) | Transfervrij       | Amateur    | n.v.t.      | -                        |
| -   | NL   | Norair Mamedov     | FC Groningen        | Transfervrij       | 30-06-2013 | n.v.t.      | -                        |
| -   | NL   | Furdjel Narsingh   | AZ                  | Transfervrij       | 30-06-2013 | n.v.t.      | Was verhuurd aan Telstar |
| -   | NL   | Mustafa Saymak     | Jeugd               | -                  | 30-06-2013 | n.v.t.      | -                        |
| -   | NL   | Jürgen Seedorf     | Geen club           | -                  | Amateur    | n.v.t.      | In november gestopt      |
| -   | NL   | Dennis van der Wal | SC Cambuur          | Einde huurcontract | 30-06-2012 | n.v.t.      | Was verhuurd             |
| -   | NL   | Simon IJzerman     | Jeugd               | -                  | Amateur    | n.v.t.      | -                        |

#### Afgetest
| Nat. | Naam           | Van                   | Bijzonderheid |
| ---- | -------------- | --------------------- | ------------- |
| IT   | Carlo Ferrario | AC Monza Brianza 1912 | Afgetest      |

#### Vertrokken
| Nr. | Nat. | Naam                | Naar                       | Type               | Transfersom | Wed. | Dlpt. |
| --- | ---- | ------------------- | -------------------------- | ------------------ | ----------- | ---- | ----- |
| -   | NL   | Sjoerd Ars          | Levski Sofia               | Transfer           | Onbekend    | 33   | 28    |
| -   | NL   | Erik Bakker         | SC Cambuur                 | Transfervrij       | n.v.t.      | 124  | 10    |
| -   | BR   | Eric Botteghin      | NAC Breda                  | Transfervrij       | n.v.t.      | 140  | 12    |
| -   | NL   | Wahe Davtyan        | Gestopt                    | -                  | n.v.t.      | 0    | 0     |
| -   | NL   | Jeroen Drost        | Vitesse                    | Einde huurcontract | n.v.t.      | 12   | 0     |
| -   | AR   | Martin Guarino      | Defensa y Justicia         | Transfervrij       | n.v.t.      | 12   | 0     |
| -   | NL   | Albert van der Haar | VV Staphorst (ama)         | Transfervrij       | n.v.t.      | 455  | 38    |
| -   | NL   | Rudy Jansen         | SV Spakenburg (ama)        | Transfervrij       | n.v.t.      | 1    | 0     |
| -   | NL   | Gillian Justiana    | Helmond Sport              | Transfervrij       | n.v.t.      | 39   | 0     |
| -   | NL   | Pepijn Kluin        | SC Veendam                 | Transfervrij       | n.v.t.      | 10   | 1     |
| -   | NL   | Ruud Kras           | Sparta Rotterdam           | Transfervrij       | n.v.t.      | 54   | 3     |
| -   | NL   | Dominggus Lim-Duan  | Gestopt                    | -                  | n.v.t.      | 168  | 26    |
| -   | NL   | Rick Oosterwechel   | VV Berkum (ama)            | Transfervrij       | n.v.t.      | 0    | 0     |
| -   | NL   | Danny Schreurs      | Willem II                  | Transfervrij       | n.v.t.      | 62   | 25    |
| -   | NL   | Dennis van der Wal  | SC Cambuur                 | Contract ontbonden | n.v.t.      | 113  | 2     |
| -   | NL   | Jarno van der Wal   | Flevo Boys Emmeloord (ama) | Transfervrij       | n.v.t.      | 0    | 0     |
| -   | NL   | Yanic Wildschut     | VVV-Venlo                  | Transfer           | Onbekend    | 33   | 3     |

#### Statistieken transfers zomer
| Gekochte spelers | Verkochte spelers | Gehuurde spelers | Verhuurde spelers | Spelers terug van verhuurperiode | Spelers einde van huurperiode | Transfervrij aangetrokken spelers | Transfervrij vertrokken spelers | Doorgestroomde jeugdspelers |
| ---------------- | ----------------- | ---------------- | ----------------- | -------------------------------- | ----------------------------- | --------------------------------- | ------------------------------- | --------------------------- |
| 1                | 3                 | 1                | 0                 | 2                                | 3                             | 14                                | 5                               | 3                           |

### Winter

#### Aangetrokken
| Nr. | Nat. | Naam           | Van      | Type         | Contract | Transfersom | Bijzonderheid |
| --- | ---- | -------------- | -------- | ------------ | -------- | ----------- | ------------- |
| -   | NL   | Ruud ter Heide | FC Emmen | Op huurbasis | -        | n.v.t.      | -             |

#### Vertrokken
| Nr. | Nat. | Naam           | Naar    | Type | Transfersom | Wed. | Dlpt. | Bijzonderheid            |
| --- | ---- | -------------- | ------- | ---- | ----------- | ---- | ----- | ------------------------ |
| -   | NL   | Jürgen Seedorf | Gestopt | -    | n.v.t.      | 0    | 0     | Vertrok in november 2011 |

#### Statistieken transfers winter
| Gekochte spelers | Verkochte spelers | Gehuurde spelers | Verhuurde spelers | Spelers terug van verhuurperiode | Spelers einde van huurperiode | Transfervrij aangetrokken spelers | Transfervrij vertrokken spelers | Doorgestroomde jeugdspelers |
| ---------------- | ----------------- | ---------------- | ----------------- | -------------------------------- | ----------------------------- | --------------------------------- | ------------------------------- | --------------------------- |
| 0                | 0                 | 1                | 0                 | 0                                | 0                             | 0                                 | 1                               | 0                           |

## Voetnoten
AGOVV Apeldoorn ·
Almere City ·
SC Cambuur ·
FC Den Bosch ·
FC Dordrecht ·
FC Eindhoven ·
FC Emmen ·
Fortuna Sittard ·
Go Ahead Eagles ·
Helmond Sport ·
MVV Maastricht ·
Sparta Rotterdam ·
Telstar ·
FC Oss ·
SC Veendam ·
FC Volendam ·
Willem II ·
FC Zwolle